# Aeropuerto Internacional de Turbat
El Aeropuerto Internacional de Turbat (IATA: TUK, OACI: OPTU) está ubicado en Turbat, Balochistan, Pakistán.

## Historia
El aeropuerto es mucho más pequeño que otros de Pakistán. Hasta hace muy poco, Pakistan International Airlines era la única aerolínea que operaba en el aeropuerto, sin embargo la compañía con base en Sharjah, Orbit Aviation, ha obtenido permiso de la Dirección de Aviación Civil de Pakistán para efectuar dos vuelos semanales entre Sharjah y Turbat pasando por Gwadar. Airblue ha anunciado también que tiene intención de comenzar a volar a Turbat en un futuro cercano tan pronto como empiece a operar en Gwadar.

## Aerolíneas y destinos

### Domésticos
- Pakistan International Airlines (Dalbandin, Gwadar, Karachi, Panjgur, Quetta)

### Internacionales
- Pakistan International Airlines (Mascate, Sharjah)

## Eventos
- Vuelo 554 de PIA